# 殷德泰
殷德泰（？年—？年），阿哈覺羅氏，字仲孚，號秋濤，內務府鑲黃旗人，繙譯鄉試中式舉人，道光六年丙戌科繙譯會試中式進士，由禮部員外郎，補授浙江道御史

## 履歷
- 道光十二年，兵部職方司主事[2]
- 道光十八年，戶部署司庫顏料庫員外郎[3]
- 道光二十一年，浙江道御史[4][5]。
- 道光二十四年，革職[6]